# Культжилсбор
Культжилсбор (сокращение от Сбор на нужды жилищного и культурно-бытового строительства ) — местный налог в СССР, действовавший в 1931—1941 годах.
В деревне плательщиками культжилсбора было всё население и все хозяйства, кроме колхозов. С колхозников культжилсбор взимался по твёрдой ставке (от 15 до 80 рублей на двор). С единоличных трудовых хозяйств — в размере от 75 % до 175 % оклада сельхозналога. С кулацких хозяйств — в сумме 200 % сельхозналога.